# لگوتا وولبرومسکا
لگوتا وولبرومسکا (به لاتین: Lgota Wolbromska) یک روستا در لهستان است که در گمینا وولبروم واقع شده‌است. لگوتا وولبرومسکا ۴۱۰ نفر جمعیت دارد.